# Anolis amplisquamosus
Anolis amplisquamosus (великолускатий аноліс) — вид ігуаноподібних ящірок родини анолісових (Dactyloidae). Ендемік Гондурасу.

## Поширення і екологія
Великолускаті аноліси є ендеміками Національного парку Кусуко в горах Сьєрра-де-Омоа на північному заході Гондурасу. Вони живуть у гірських хмарних лісах і карликових лісах, на висоті від 1530 до 2200 м над рівнем моря. Ведуть денний, деревний спосіб життя. Зустрічаються в підліску. Відкладають яйця.

## Збереження
МСОП класифікує цей вид як такий, що перебуває на межі зникнення. Anolis amplisquamosus загрожує знищення природного середовища.